# 솔웨지
솔웨지(Solwezi)는 잠비아의 도시로, 북서부 주의 주도이며 인구는 65,000명(2000년 기준)이다. 해발 1,235m에 달하는 고원 지대에 위치하며 주요 산업은 구리 채굴과 제련이다. 시내에서 5km 정도 떨어진 곳에는 석기 시대 유적이 있다.

## 인구
| 연도    | 인구   | ±%      |
| ------- | ------ | ------- |
| 1990    | 23,435 | —       |
| 2000    | 38,121 | +62.7%  |
| 2010    | 90,856 | +138.3% |
| source: |        |         |

1. ↑  Central Statistical Office Zambia and City Population (2019년 7월 14일). “Population of Zambian Cities and Urban Centres: Mwinilunga”. Citypopulation.de. 2020년 5월 28일에 확인함.